# 内陆港

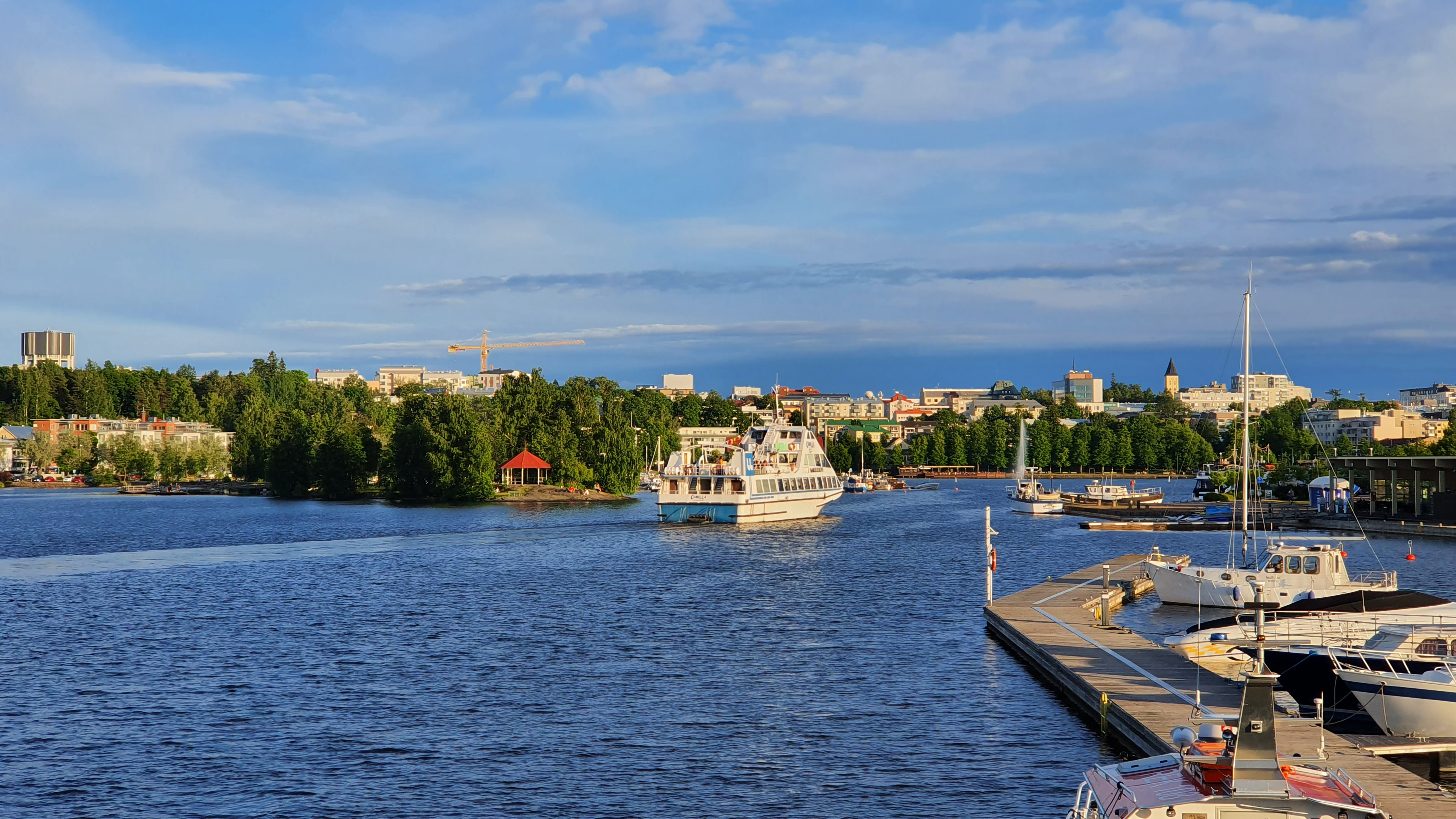
芬兰塞马湖南岸的拉彭兰塔港，通过内水连接俄罗斯

内陆港（英語：inland port），或称内河港，是內陸水道（如河流、湖泊或運河）上的港口，可能會與海相連。英語中的術語“inland port”也用於指代無水港，它是海港的內陸延伸，通常通過鐵路連接到碼頭。

## 著名内陆港

### 亞洲
- 印度：加爾各答港
- ：達卡港
- ：纳拉扬甘杰港
- 柬埔寨：金邊港（湄公河）
- 中国：南京（長江）
- 中国：武漢（長江）
- 中国：重慶（長江）
- 中国：蘇州（長江）
- 中国：南通（長江）
- 中国：江陰（長江）
- 中国：瀘州（長江）
- 中国：宜賓（長江）
- 中国：揚州（長江、京杭大運河）
- 中国：濟寧（京杭大運河）
- 中国：淮安（京杭大運河、淮河）
- 中国：佛山容奇港（北江）
- 中国：江門（西江
- 中国：肇慶（西江）
- 俄羅斯：巴尔瑙尔（鄂畢河）
- 俄羅斯：比斯克（比亞河）
- 俄羅斯：克拉斯諾亞爾斯克（葉尼塞河）
- 斯里蘭卡：漢班托塔港
- 泰國：清萊（湄公河）

### 歐洲
- 德国：杜伊斯堡內河港（萊茵河）
- 德国：多特蒙德港（多特蒙德-艾姆斯運河）
- 法國：巴黎自治港（塞納河）
- 比利时：根特港（斯海尔德河、利斯河）
- 比利时：列日港（默茲河和默茲運河）
- 奥地利：維也納港（多瑙河）
- 斯洛伐克：布拉迪斯拉發港（多瑙河）
- 爱尔兰：沃特福德港（蘇爾河）
- 西班牙：塞維利亞（瓜達爾基維爾河）
- 俄羅斯：科洛姆納港（奧卡河）
- 俄羅斯：莫斯科港（莫斯科河）
- 英国：倫敦港（泰晤士河）
- 英国：曼徹斯特港
- 英国：布里斯托爾港
- 瑞典：卡尔斯塔德港（克拉爾河）

### 美洲
- 加拿大：渥太華（渥太華河）
- 加拿大：蒙特婁（聖勞倫斯河）
- 加拿大：三河市（聖勞倫斯河）
- 加拿大：多倫多（安大略湖）
- 加拿大：桑德貝（蘇必利爾湖）
- 加拿大：溫莎（安大略湖）
- 加拿大：哈密爾頓（安大略湖）
- 美国：奧斯威戈（安大略湖）
- 美国：芝加哥（密歇根湖）
- 美国：密爾沃基（密歇根湖）
- 美国：布法羅（伊利湖）
- 美国：底特律（伊利湖）
- 美国：托萊多（伊利湖）
- 美国：克里夫蘭（伊利湖）
- 美国：聖路易斯（密西西比河）
- 美国：孟斐斯（密西西比河）
- 美国：巴吞魯日（密西西比河）
- 美国：明尼阿波利斯（密西西比河）
- 美国：聖保羅（密西西比河）
- 美国：辛辛那提（密西西比河）
- 美国：路易斯維爾（俄亥俄河）